# Bystrolot
Bystrolot (Thoopterus) – rodzaj ssaków z podrodziny Cynopterinae w obrębie rodziny rudawkowatych (Pteropodidae).

## Rozmieszczenie geograficzne
Rodzaj obejmuje gatunki występujące endemicznie w Indonezji.

## Morfologia
Długość ciała (bez ogona) 89–111 mm, długość ogona 6 mm, długość ucha 13–19 mm, długość tylnej stopy 18–20 mm, długość przedramienia 70–82 mm; masa ciała 52–100 g.

## Systematyka
Rodzaj zdefiniował w 1899 roku niemiecki zoolog Paul Matschie w książce swojego autorstwa zatytułowanej Nietoperze z Muzeum Historii Naturalnej w Berlinie. Gatunkiem typowym jest (oryginalne oznaczenie) bystrolot ciemny (T. nigrescens).

### Etymologia
Thoopterus: gr. θώς thōs, θώος thōos ‘szakal’; -πτερος -pteros ‘skrzydlaty’, od πτερον pteron ‘skrzydło’.

### Podział systematyczny
Do rodzaju należą następujące gatunki:
| Grafika | Gatunek               | Autor i rok opisu                        | Nazwa zwyczajowa | Podgatunki         | Rozmieszczenie geograficzne | Podstawowe wymiary                                          | Status IUCN |
| ------- | --------------------- | ---------------------------------------- | ---------------- | ------------------ | --- | ----------------------------------------------------------- | ----------- |
|         | Thoopterus nigrescens | (J.E. Gray, 1870)                        | bystrolot ciemny | gatunek monotypowy | Wyspy Talaud (Karakelong, Wyspy Sangihe (Sangir Besar), północne Moluki (Morotai), Celebes (włącznie z Wowoni i Buton) oraz Wyspy Sula; zakres wysokości: 0–2400 m n.p.m. | DC: 9,4–11,1 cm DO: około 0,6 cm DP: 7–8,2 cm MC: 67–99 g   | LC          |
|         | Thoopterus suhaniahae | Maryanto, Yani, Prijono & Wiantoro, 2012 | bystrolot leśny  | gatunek monotypowy | Wyspy Talaud i Celebes (włącznie z Wowoni); zakres wysokości: 60–2100 m n.p.m.                                                                                            | DC: 8,9–10,9 cm DO: szczątkowy DP: 7,4–8,2 cm MC: 52–100 kg | LC          |

Kategorie IUCN:  LC  – gatunek najmniejszej troski.